# Klembów (plaats)
Klembów is een dorp in het Poolse woiwodschap Mazovië, in het district Wołomiński. De plaats maakt deel uit van de gemeente Klembów en telt 920 inwoners.